# جکسون، شهرستان یونیون، کارولینای شمالی
جکسون (به انگلیسی: Jackson) یک منطقهٔ مسکونی در ایالات متحده آمریکا است که در شهرستان یونیون، کارولینای شمالی واقع شده‌است. جکسون ۱۹۵ متر بالاتر از سطح دریا واقع شده‌است.